# Ogmodera kenyensis
Ogmodera kenyensis là một loài bọ cánh cứng trong họ Cerambycidae.